# Віла-Шан (Вале-де-Камбра)
Віла-Шан (порт. Vila Chã; МФА: [ˈvi.ɫɐ ˈʃɐ̃]) — парафія в Португалії, у муніципалітеті Вале-де-Камбра. Розташована в західній частині країни, на теренах історичної португальської провінції Бейра. Входить до складу округу Авейру. За адміністративним поділом, чинним до 1976 року, терени парафії були складовою провінції Берегова Бейра. Належить до Авейрівської діоцезії Католицької церкви. Патрон — Діва Марія. Площа — 5,6979 км². Населення — 3917 ос. (2011). Середньо урбанізований регіон. Густота населення — 687,45 осіб/км²
. Код — 011908.

## Населення
| Кількість мешканців | Кількість мешканців | Кількість мешканців | Кількість мешканців | Кількість мешканців | Кількість мешканців | Кількість мешканців | Кількість мешканців | Кількість мешканців | Кількість мешканців | Кількість мешканців | Кількість мешканців | Кількість мешканців | Кількість мешканців | Кількість мешканців |
| ------------------- | ------------------- | ------------------- | ------------------- | ------------------- | ------------------- | ------------------- | ------------------- | ------------------- | ------------------- | ------------------- | ------------------- | ------------------- | ------------------- | ------------------- |
| 1864                | 1878                | 1890                | 1900                | 1911                | 1920                | 1930                | 1940                | 1950                | 1960                | 1970                | 1981                | 1991                | 2001                | 2011                |
| 778                 | 837                 | 868                 | 935                 | 1 249               | 1 374               | 1 382               | 2 075               | 2 468               | 2 861               | 3 325               | 3 652               | 3 652               | 4 133               | 3 912               |